# 乌力吉图
乌力吉图（1959年—），男，内蒙古巴林右旗人，中国呼麦音乐艺术家，一级演员，现任内蒙古自治区民族艺术剧院曲艺团团长，内蒙古曲艺家协会主席，中国曲艺家协会副主席。